# Gargilesse
Die Gargilesse ist ein Fluss in Frankreich, der in den Regionen Nouvelle-Aquitaine und Centre-Val de Loire verläuft. Sie entspringt im nordöstlichen Gemeindegebiet von Méasnes, entwässert generell in nordwestlicher Richtung und mündet nach rund 22 Kilometern im Gemeindegebiet von Gargilesse-Dampierre als rechter Nebenfluss in die Creuse. Auf ihrem Weg durchquert die Gargilesse die Départements Creuse und Indre.

## Orte am Fluss
(Reihenfolge in Fließrichtung)
- Les Tailles Sarrets, Gemeinde Méasnes
- Le Flat, Gemeinde Montchevrier
- La Silvine, Gemeinde Montchevrier
- Frûlon, Gemeinde Orsennes
- Gargilesse, Gemeinde Gargilesse-Dampierre
- Le Confluent, Gemeinde Gargilesse-Dampierre